# 小行星2703
小行星2703（2703 Rodari）是一颗围绕太阳公转的小行星。1979年3月29日，尼古拉·切爾尼赫在克里米亚发现了此天体。
該小行星以義大利作家賈尼·羅大里命名。
这颗小行星的绝对星等为170.74879等。